# Ronaldo Bastos
Ronaldo Bastos Ribeiro (Niterói; 21 de enero de 1948) conocido como Ronaldo Bastos, es un compositor y productor musical brasileño. Uno de los fundadores del movimiento musical Clube da Esquina, es considerado uno de los mayores y más prolíficos compositores brasileños de la segunda mitad del siglo XX en delante. Escribió canciones en colaboración con Milton Nascimento, Tom Jobim, Edu Lobo, Lô Borges, Danilo Caymmi, Celso Fonseca, Beto Guedes, entre otros. Sus composiciones fueron grabadas por Elis Regina, Nana Caymmi, Milton Nascimento, Gal Costa, Caetano Veloso, entre otros, e innumerables veces, han sido regrabadas en español e en inglés. En la década de 1990, fundó la grabadora Dubas Música, uno de los más longevos sellos independientes de Brasil.

## Biografía
Ronaldo Bastos nació el 21 de enero de 1948 en Niterói, Río de Janeiro. Cuando era niño, soñaba con convertirse en un cantante popular, y na adolescencia comenzó a componer sus primeras canciones, con sus amigos de la escuela. Su carrera comenzó después de conocer a Milton Nascimento, con quien tuvo una duradera asociación profesional, componiendo una serie de canciones que se convirtieron en clásicos de la música popular brasileña, tais como "Cais", "Cravo e Canela", "Fé Cega Faca Amolada", "Nada Será Como Antes", entre otras.

#### Los años del Clube da Esquina
A finales de la década de 1960, junto con sus amigos y compositores Milton Nascimento, Fernando Brant y Márcio Borges, Ronaldo comenzó a planear un álbum conceptual, cuyas canciones, de Milton y Lô Borges, el hermano menor de Márcio, tendrían letras de Ronaldo, Márcio y Fernando. El álbum, duplo, finalmente lanzado en 1972, fue nombrado "Clube da Esquina" y es considerado incluso hoy como uno de los mejores discos de música brasileña de todos los tiempos. El nombre del álbum, Clube da Esquina, también nombró al grupo de músicos que dele participaron, inaugurando un movimiento musical genuino, que influyó profundamente en la música brasileña en las siguientes décadas. Además, elegido por Milton para producir el álbum, la experiencia con el Clube da Esquina fue el punto de partida para la carrera de Ronaldo como productor fonográfico. Durante la década de 1970, Ronaldo produjo discos para Milton Nascimento, Gonzaguinha y Beto Guedes, entre otros, además de haber coproducido el segundo álbum de Clube da Esquina, nombrado "Clube da Esquina n. 02", junto con Milton Nascimento, en 1978. 

#### La década de 1980
En la década de 1980, Ronaldo continuó componiendo canciones emblemáticas, logrando un gran éxito popular con composiciones como "Todo Azul do Mar", en asociación con Flavio Venturini, y "Chuva de Prata", esta, una composición con Ed Wilson. "Chuva de Prata" también fue un gran éxito en las estaciones de radio de América Latina, al recibir varias versiones en español ("Lluva de Plata"). Otros éxitos del compositor fueron la canción "Sorte", grabada por Gal Costa en dúo con Caetano Veloso, que fue la primera de una larga y prolífica asociación con el compositor, cantante y multiinstrumentista Celso Fonseca, y las versiones "Nada Mais" y "Quando Te Vi", respectivamente, para las canciones "Lately", de Stevie Wonder, y "Till There Was You", de Meredith Wilson (esta, muy popular debido a la grabación del grupo The Beatles, en 1962). Al mismo tiempo, Ronaldo continuó produciendo álbumes de artistas como Lô Borges, Beto Guedes y Nana Caymmi. En 1985, junto con Tom Jobim, participó en la elaboración de la banda sonora de la miniserie "O Tempo e o Vento" mostrada en 1985 por Rede Globo de Televisão, y en 1989 lanzó el álbum "Cais", uno de los primeros álbumes del autor en el país, por el sello Som Livre, con participacionaes de gran astros de la música popular brasileña.

#### 1990 en adelante y el sello Dubas Música
En la década de 1990, Ronaldo fundó su propia etiqueta fonográfica, Dubas Música, llamada así por el apodo que le dio Caetano Veloso, formado por la sílaba final de su nombre y la inicial de su apellido (Ronaldo Bastos). El sello Dubas fue responsable de revelar nombres importantes de la música brasileña reciente, como Celso Fonseca, con quien Ronaldo lanzó los álbumes "Sorte" (1994), "Paradiso" (1997) y "Juventude / Slow Motion Bossa Nova" (2002), además de "Liebe Paradiso" (2011), y la compilación "Polaroides" (2006). Además, el sello lanzó obras de Simone Mazzer, Pedro Luís e a Parede, Lan Lahn, Jussara Silveira, Junior Almeida, Wado, Donatinho, entre otros, además de relanzar importantes discos de Elza Soares, Alaíde Costa, João Donato, Jards Macalé, Emílio Santiago, entre otros.

## Discografía
- Cais (1989)
- Sorte (com Celso Fonseca) (1994)
- Paradiso (com Celso Fonseca) (1997)
- Colecionave (1999)
- Juventude / Slow Motion Bossa Nova (com Celso Fonseca) (2001)
- Polaroides (com Celso Fonseca) (2006)
- Liebe Paradiso (com Celso Fonseca) (2011)
- Nuvem Cigana (2012)
- Alta Costura (2016)